# Horace Brodzky

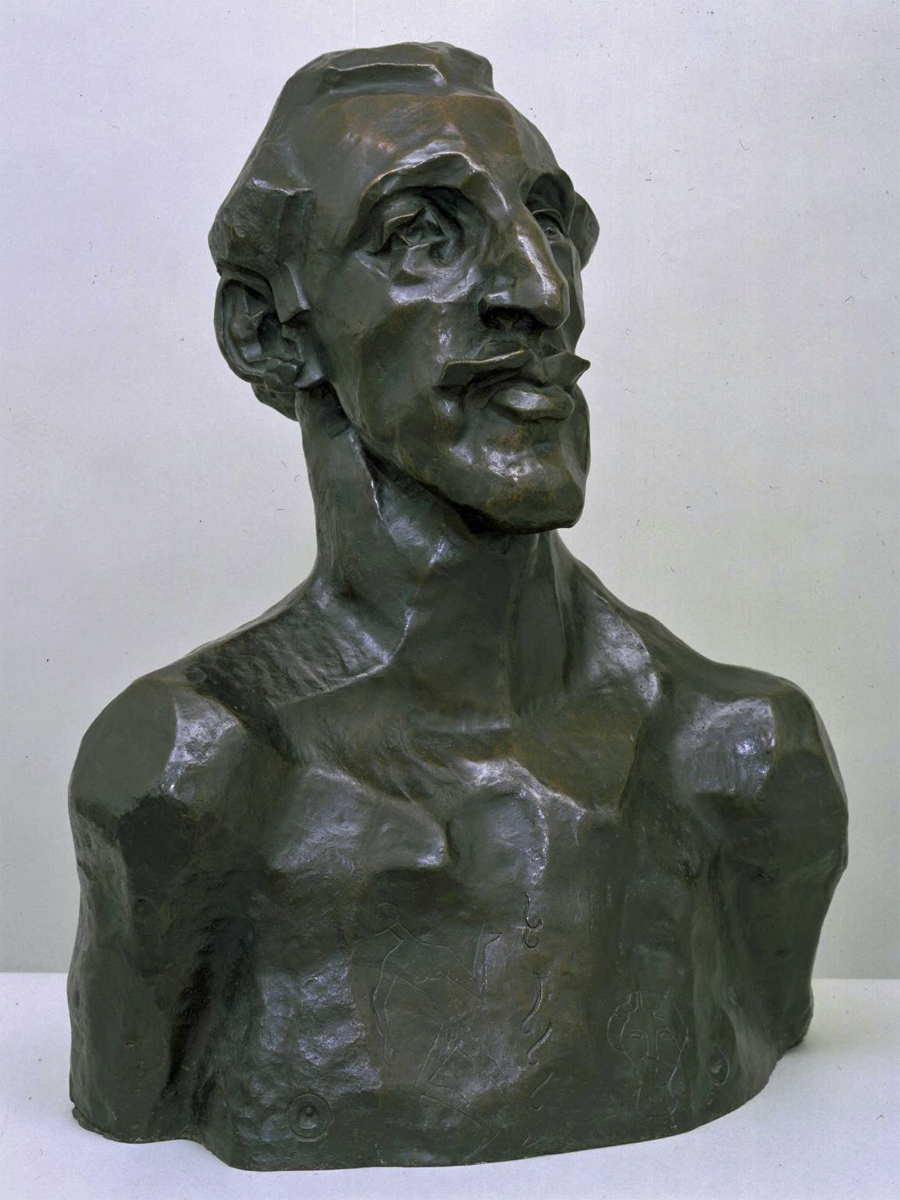
Porträtbüste Horace Brodzky von Henri Gaudier-Brzeska (1913), Tate Gallery

Horace Ascher Brodzky (* 30. Januar 1885 im Stadtteil Kew vom Melbourne in Viktoria, Australien; † 11. Februar 1969 in Kilburn, London) war ein australischer Künstler.

## Frühes Leben
Brodzky stammte aus einer jüdischen Familie von sieben Kindern. Sein Vater Maurice Brodsky, ein Journalist, der 1871 aus der Ukraine nach Australien immigrierte, war Herausgeber einer Kunstillustrierten, die weit über die Kunstszene in Melbourne bekannt war und in der Zeit bis zur Wende des 19. Jahrhunderts wöchentlich veröffentlicht wurde.

## Künstlerisches Leben
Horace Brodzky studierte an der National Gallery of Victoria Art School in Melbourne, anschließend reiste er nach San Franzisko und New York und ließ sich im Alter von 23 Jahren in London nieder und besuchte die City and Guilds Art School in Kennington. 
Ab 1914 stellte er seine expressionistischen Arbeiten aus, die sich vor allem der Darstellung des menschlichen Körpers zuwandten. Er war Anhänger der Kunstbewegung der Vorticisten und ein frühes Mitglied der avantgardistischen Künstlergruppe The London Group. In der London Group stellte er mit Walter Sickert, Spencer Gore und Lucien Pissarro gemeinsam aus und pflegte enge Beziehungen zu David Bomberg, Jacob Epstein, Henri Gaudier-Brzeska, Ezra Pound und Wyndham Lewis. Er reiste durch Italien im Jahr 1911 mit seinem Freund, dem amerikanischen Dichter John Gould Fletcher, wo er die Arbeiten des Renaissancekünstlers Piero della Francesca kennenlernte, die großen Einfluss auf seine weiteren Arbeiten ausübte. 1920 stellte er gemeinsam mit Pablo Picasso aus.
Im Jahr 1912 war er der erste australische Künstler, der auf der Biennale di Venezia moderne Kunst ausstellte. Später experimentierte er auch mit kubistischen Arbeiten.
Die Arbeiten von Brodzky befinden sich im Victoria and Albert Museum, British Museum, Ashmolean Museum, Museum of Modern Art, National Gallery of Australia und in zahlreichen öffentlichen und privaten Sammlungen.